# Philodendron condorcanquense
Philodendron condorcanquense är en kallaväxtart som beskrevs av Thomas Bernard Croat. Philodendron condorcanquense ingår i släktet Philodendron och familjen kallaväxter. Inga underarter finns listade.